# Beata Fudalej
Beata Fudalej (ur. 15 sierpnia 1966 w Krakowie) – polska aktorka filmowa i teatralna oraz pedagog sztuki aktorskiej i wokalno-aktorskiej, doktor habilitowana sztuki teatralnej.

## Życiorys
Absolwentka Wydziału Aktorskiego PWST w Krakowie (1989). Występowała m.in. w teatrach: Starym w Krakowie, Narodowym w Warszawie, Teatrze im. Juliusza Słowackiego w Krakowie, Teatrze na Woli i Dramatycznym.
W latach 1994–2003 wykładowca w Lart Studio, następnie do 2016 w Akademii Sztuk Teatralnych im. S. Wyspiańskiego w Krakowie, do 2018 – w Akademii Teatralnej im. A. Zelwerowicza w Warszawie, a od 2018 – 2023 w PWSFTviT w Łodzi.
Ma młodszego o 19 lat brata, Rafała, który również został aktorem.

## Kontrowersje
W marcu 2021 została oskarżona przez byłych studentów o mobbing. Pierwszym aktorem, który wymienił z nazwiska Fudalej, był Dawid Ogrodnik, który napisał o tym we wpisie na swoim profilu na Instagramie. W kolejnych dniach oskarżenia w stronę Fudalej skierowały m.in. Magdalena Osińska oraz Wiktoria Wolańska, a także aktor Teatru Polskiego w Poznaniu Konrad Cichoń.

## Wybrana filmografia
- Wielki tydzień (1995)
- Córy szczęścia (1999)
- Mała Vilma (2000)
- Koniec wakacji (2003)
- Plac Zbawiciela (2006)
- Nadzieja (2007)
- Wichry Kołymy (2008)
- Ostatni raport Anny (2009)
- Lokatorki (2015)

## Wybrane role teatralne
- 1990 –  Lisa Chochłakow, Bracia Karamazow, reż. Krystian Lupa, Stary Teatr w Krakowie
- 1992 –  Rosika, Tak zwana ludzkość w obłędzie,  reż. Jerzy Grzegorzewski, Stary Teatr w Krakowie
- 1994 – Hanako/ Kiyoko /Pani Aoi, Mishima, reż. Andrzej Wajda, Stary Teatr w Krakowie
- 1996 – Nina, Grzebanie, reż. Jerzy Jarocki, Stary Teatr w Krakowie
- 1997 – Ariel, Burza, reż. Rudolf Zioło, Stary Teatr w Krakowie
- 2000 – Księżna Himalaj, Operetka, reż. Jerzy Grzegorzewski, Teatr Narodowy w Warszawie
- 2001 – Puk, Sen nocy letniej, reż. Jerzy Grzegorzewski, Teatr Narodowy w Warszawie
- 2002 – Orcio, Nie-Boska komedia, reż. Jerzy Grzegorzewski, Teatr Narodowy w Warszawie
- 2002 – Ariel, Morze i zwierciadło, reż. Jerzy Grzegorzewski, Teatr Narodowy w Warszawie
- 2004 – Aktorka F., Duszyczka, reż. Jerzy Grzegorzewski, Teatr Narodowy w Warszawie
- 2005 – Katasia, Kosmos, reż. Jerzy Jarocki, Teatr Narodowy w Warszawie
- 2009 – Simona Evrard, Marat/Sade, reż. Maja Kleczewska, Teatr Narodowy w Warszawie
- 2010 – Starsza Kobieta, Taniec Delhi, reż. Iwan Wyrypajew, Teatr Narodowy w Warszawie
- 2012 – Maryna, Pożegnania, reż. Agnieszka Glińska, Teatr Narodowy w Warszawie
- 2014 – Żebrak, Iwona, Księżniczka Burgunda, reż. Agnieszka Glińska, Teatr Narodowy w Warszawie
- 2021 – Ruth Berlau, Skóra węża, reż. Artur Urbański, Teatr Narodowy w Warszawie

## Wybrane spektakle telewizyjne
- 1993 – Linda Lauzon, Siostrzyczki, reż. Barbara Sass
- 1994 – Ilonka, Zabawa w koty, reż. Márta Mészáros
- 1995 – Klara, Opis poranka, reż. Jan Buchwald
- 1998 – Edith Piaf, Edith i Marlene, reż. Márta Mészáros
- 1999 – Adela, Republika marzeń, reż. Rudolf Zioło
- 2001 – Florentyna, Noc czerwcowa, reż. Andrzej Wajda
- 2005 – Marta, Profesjonalista, reż. Ryszard Bugajski
- 2005 – Muffy, Ameryka, część druga, reż. Agnieszka Lipiec-Wróblewska
- 2007 – Joanna W Co Się Ubrać, Narty Ojca Świętego, reż. Piotr Cieplak

## Wybrane nagrody i wyróżnienia
- 1991: Festiwal Piosenki Aktorskiej we Wrocławiu - I nagroda
- 1994: Krajowy Festiwal Piosenki Polskiej w Opolu - II nagroda w konkursie „Kabareton”
- 1996: II Ogólnopolski Konkurs na Wystawienie Polskiej Sztuki Współczesnej - nagroda za rolę w Grzebaniu
- 1997: Festiwal Szekspirowski w Gdańsku - nagroda za rolę Ariela w Burzy
- 1998: Ogólnopolski Festiwal Komedii "Talia" w Tarnowie - nagroda za rolę Mariany w Miarka za miarkę
- 2013: Felix Warszawski w kategorii najlepsza drugoplanowa rola kobieca za rolę Maryny w Pożegnaniach w reż. Agnieszki Glińskiej w Teatrze Narodowym
- 2018: XVIII Festiwal Teatru Polskiego Radia i Teatru Telewizji Polskiej „Dwa Teatry” w Sopocie - wyróżnienie aktorskie za rolę w spektaklu telewizyjnym Pożegnania

## Odznaczenia
- 2005: Srebrny Krzyż Zasługi
- 2017: Złoty Krzyż Zasługi